# 謝爾比鎮區 (密歇根州)
謝爾比鎮區（英語：Shelby Township）是位於美國密歇根州奧希阿納縣的一個行政鎮區。

## 地方資料
謝爾比鎮區的面積為92.70平方千米，當中陸地面積為92.40平方千米，而水域面積為0.30平方千米。根據2020年美國人口普查的數據，當地共有人口4109人，而人口密度為每平方千米44.33人。